# ゲスタ・ドゥンケル
ゲスタ・ドゥンケル（Gösta Dunker、1906年9月16日 - 1973年6月4日）は、スウェーデン・サンドヴィーケン出身の元同国代表サッカー選手、元サッカー指導者。現役時代のポジションはフォワード。

## 略歴
現役時代は主に右ウイングのポジションでプレーし、1934年にはスウェーデン代表として1934 FIFAワールドカップにも出場した。同代表では通算15試合に出場し、5得点を挙げた。また、1959-50シーズンにはエーレブルーSKの監督を務めた。
1973年6月4日、故郷サンドヴィーケンにて死去した。